# Anarthriaceae
Anarthriaceae is een botanische naam, voor een familie van eenzaadlobbige planten. Een familie onder deze naam wordt zelden erkend door systemen voor plantensystematiek, maar wel door het APG-systeem (1998) en het APG II-systeem (2003). In de meeste andere systemen werden deze planten ingedeeld bij de familie Restionaceae.
Het gaat om een heel kleine familie, voorkomend in West-Australië, van zo'n half tot anderhalf dozijn soorten in één tot drie genera (Anarthria, Hopkinsia, Lyginia).